# Siège d'Athènes et du Pirée
Pour les articles homonymes, voir Siège d'Athènes.
Première guerre de Mithridate
Le siège d'Athènes et du Pirée se déroule lors de la première guerre de Mithridate de l'automne 87 av. J.-C. au printemps et à l'été 86 av. J.-C..
La bataille oppose les forces de la République romaine, commandées par Lucius Licinius Murena, d'une part, et les forces du royaume du Pont et de la cité-état d'Athènes, d'autre part. Les forces grecques pontiennes sont commandées par Archélaos et Aristion.

## Contexte historique
Au printemps 87 av. J.-C., Sylla débarque à Dyrrachium, en Illyrie. L'Asie est occupée par les forces de Mithridate VI, sous le commandement d'Archélaos. La première cible de Sylla est Athènes, dirigée par un partisan de Mithridate, le tyran Aristion. Sylla se déplace vers le sud-est, s'approvisionnant en fournitures et en renforts au fur et à mesure. Le chef d'état-major de Sylla est Lucullus, qui le précède pour faire des repérages et négocie avec Quintus Bruttius Sura (en), le commandant romain en place en Grèce. Après avoir parlé avec Lucullus, Sura remet le commandement de ses troupes à Sylla. À Chéronée, les ambassadeurs de toutes les grandes villes de Grèce (à l'exception d'Athènes) rencontrent Sylla, qui leur fait part de la détermination de Rome à chasser Mithridate de la Grèce et de la province d'Asie. Sylla avance ensuite sur Athènes.
L'invasion du royaume de Bithynie, allié de Rome, par Mithridate VI, roi du Pont, couplée à l'assassinat de citoyens romains dans les Vêpres asiatiques, provoque une guerre entre Rome et le Pont. Jusqu'à 80 000 citoyens romains auraient été massacrés,. En peu de temps, Mithridate VI avait conquis toutes les cités-États grecques qui étaient auparavant sous la domination romaine. Après l'arrivée de Lucius Cornelius Sulla, la majorité des cités-États grecques retournent sous la bannière romaine. Athènes ne fait pas partie des villes qui retournent sous la domination romaine car son tyran Aristion, imposé par Mithridate VI, n'est pas disposé à capituler devant les envahisseurs.

## Siège

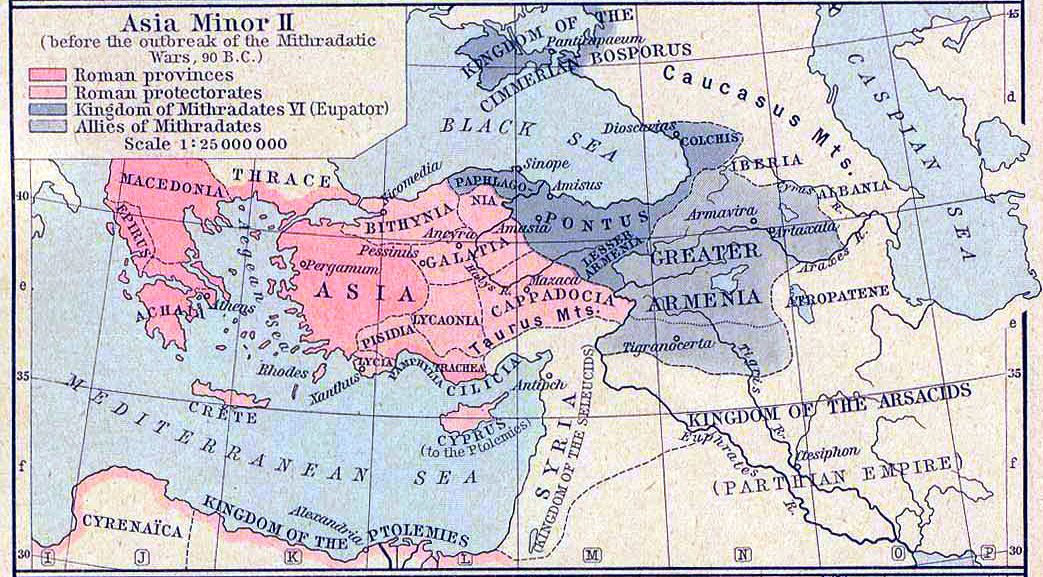
Carte de l'Asie mineure avant la première guerre de Mithridate.

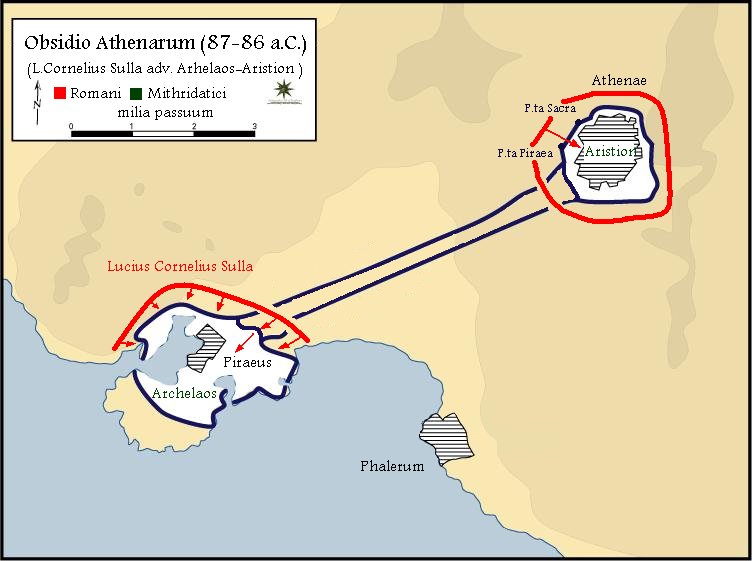
Le siège final.

Sylla marche vers Athènes et dès son arrivée, il rencontre son premier problème. Le principal mur extérieur qui entoure la ville, reliant la ville principale au port du Pirée, est en ruines. Sylla est donc contraint de mener deux sièges distincts, en érigeant des ouvrages de siège autour d'Athènes et du port du Pirée. Une force commandée par Archélaos défend Le Pirée tandis qu'une autre commandée par Aristion assure la défense principale d'Athènes. La défense maritime est considérablement plus facile car une flotte pontique domine la mer voisine, facilitant le renforcement et le réapprovisionnement chaque fois que nécessaire. En outre, Le Pirée dispose déjà d'un approvisionnement abondant dès le début, ce qui n'est pas le cas d'Athènes.
Sylla décide de concentrer d'abord ses attaques sur Le Pirée, car sans son port, Athènes ne peut pas être réapprovisionnée. Il envoie Lucius Licinius Lucullus lever une flotte parmi les alliés romains restants en Méditerranée orientale pour faire face à la marine pontique. La première attaque de la ville ayant été entièrement repoussée, Sylla décide de construire d'énormes remblais. Comme il a également besoin de bois, il coupe tout, y compris les bosquets sacrés de Grèce, jusqu'à 160 km de la ville principale d'Athènes. Lorsqu'il a besoin d'argent, il emprunte aux temples et aux sibylles. La monnaie frappée à partir de ce trésor doit rester en circulation pendant des siècles et être appréciée pour sa qualité. Des ouvrages de siège sont construits pour faciliter l'attaque suivante, qui réussit finalement à prendre le mur extérieur du Pirée.
Une fois le mur extérieur pris, Sylla découvre qu'Archélaos a fait construire d'autres murs à l'intérieur de la ville. Malgré l'encerclement complet d'Athènes et de son port, et plusieurs tentatives d'Archélaos pour lever le siège, une impasse semble s'être installée. L'attention des Romains s'est temporairement déplacée vers Athènes. Athènes est maintenant affamée, et le prix des céréales atteint des niveaux de disette. À l'intérieur de la ville, la population en est réduite à manger du cuir de chaussure et de l'herbe. Une délégation d'Athènes est envoyée pour traiter avec Sylla, mais au lieu de négociations sérieuses, ils exposent la gloire de leur ville. Sylla les renvoie en disant : « J'ai été envoyé à Athènes, non pour prendre des leçons, mais pour réduire les rebelles à l'obéissance. »
Bientôt, le camp de Sylla se remplit de réfugiés de Rome, fuyant les massacres de Marius et Cinna. Parmi eux se trouvent également sa femme et ses enfants, ainsi que ceux du parti des Optimates qui n'ont pas été tués. Ses ennemis politiques ayant pris le pouvoir à Rome, Sylla se rend compte qu'il ne peut plus compter sur l'argent et les renforts qu'il pensait voir arriver pour soutenir ses forces. Pour cette raison, Sylla ordonne la mise à sac de tous les temples et sites religieux des environs. Les chroniques rapportent que l'une des personnes envoyées pour cette mission de pillage prend peur car des voix inquiétantes ont été entendues à l'entrée du temple. Décidant de ne pas poursuivre la mise à sac du temple, le soldat retourne auprès de Sylla qui lui ordonne de repartir en déclarant qu'il a entendu des rires car les dieux seraient heureux de sa victoire.
Athènes étant au bord de la famine, la popularité d'Aristion diminue de jour en jour. Des déserteurs grecs informent Sylla qu'Aristion néglige l'Heptachalcum, une partie du mur de la ville. Sylla envoie immédiatement des sapeurs pour miner le mur. Neuf cents pieds de mur sont abattus entre la Porte sacrée et la porte du Pirée sur le côté sud-ouest de la ville.
Le 1er mars 86 av. J.-C., après cinq mois de siège, le sac d'Athènes commence à minuit. Après les provocations d'Aristion, Sylla n'est pas d'humeur à se montrer magnanime. Le sang aurait littéralement coulé dans les rues, et ce n'est qu'après les supplications de deux de ses amis grecs (Midias et Calliphon) et des sénateurs romains dans son camp que Sylla décide que c'en est assez. Après avoir mis le feu à de grandes parties de la ville, Aristion et ses forces s'enfuient vers l'Acropole où ils ont amassé des provisions au cours des semaines précédentes.
Au même moment, Archélaos abandonne la ville du Pirée et concentre ses forces dans la citadelle de la ville. Dans le but d'empêcher une fuite d'Archélaos qui ne manquerait pas de rejoindre son armée de renfort envoyée par Mithridate VI ailleurs en Grèce, Sylla laisse la prise de l'Acropole à Gaius Scribonius Curio Burbulieus. Quoi qu'il en soit, Sylla, ne disposant pas d'une marine, est impuissant à empêcher la fuite d'Archélaos qui peut rejoindre son armée de secours. Sylla s'avance alors en Béotie pour affronter les armées d'Archélaos et les déloger de Grèce. Avant de quitter la région, il brûle la ville du Pirée.
Si Aristion et son groupe parviennent à repousser les assaillants romains pendant un certain temps, ils finissent par se rendre après avoir épuisé leur eau et après avoir appris la défaite des Pontiques à la bataille de Chéronée (peut-être à la fin du printemps). Ils sont tous exécutés peu après leur reddition.

## Conséquences
Après avoir mis en déroute l'armée pontique à la bataille de Chéronée, Sylla remporte une autre victoire à la bataille d'Orchomène l'année suivante. Sylla et Mithridate VI du Pont se retrouvent finalement en 85 av. J.-C. pour signer le traité de Dardanos, concluant la première guerre de Mithridate.
L'armée de Sylla s'empare d'Athènes en début mars, sous le consulat de Marius et Cinna. Le siège d'Athènes est une campagne longue et brutale, les légions de Sylla, aguerries au combat, vétérans de la guerre sociale, dévastent complètement la ville. Athènes avait choisi le mauvais camp dans cette lutte, présentée comme une guerre de liberté grecque contre la domination romaine.
Elle est sévèrement punie, une démonstration de vengeance qui permet à la Grèce de rester docile lors des guerres civiles et des guerres mithridatiques ultérieures.